# びわこぐま
びわこぐまとは、滋賀県琵琶湖をモデルとしたゆるキャラである。2009年春に誕生。

## 概要
2007年頃株式会社フエンテのシンボルとして琵琶湖に顔を描いたキャラクターが考案された。
その後2年間同社の名刺のデザインとして使用され、2009年にびわこぐまと命名された。
株式会社フエンテのシンボルキャラクターとしてグッズ展開を行うと共に、滋賀県全体を包括的に網羅した普遍的なキャラクターがいた方が、滋賀県全体が盛り上がるのではという同社の考えにより、地域進行型のイベント等で滋賀県に関するPRを行っている。（公共団体の公式キャラクターではない為あくまで独自に行っている活動である）
認知度アップを目指し2009年夏にTシャツを作成し販売開始。
同年9月19日に滋賀県烏丸半島で開催されたイナズマロックフェス2009内で店舗出展する。
2010年春頃に着ぐるみが製作され同年イナズマロックフェス2010にて姿が全国初披露され、その立体化した姿に多くの人が驚愕した。
2010年4月8日に公式ホームページを開設。

## 活動
活動は不定期であり、ゆるキャラの中では遭遇するのが非常に困難な部類に入る。
主に滋賀県内の地域振興系イベントに出没する事が多く、本人曰く琵琶湖
をPRしているとの事。（公式キャラクターではない）
最近はTwitter上でつぶやきを発信する事が多く、ファンとフレンドリー且つフリーダムな交流を行っている。
琵琶湖博物館内にあるおみやげショップ、おいでやの一角にびわこぐまコーナーが設置されておりTシャツやてぬぐいなどを販売している。
グッズは専用通販ページからも購入する事も出来る。
ゆるキャラグランプリ2011に参加中。投票は2011年11月26日まで。

## 外見
イラスト時は琵琶湖の姉川付近に顔が描いてある状態である。
着ぐるみ時も横から見ると忠実に琵琶湖の形を再現しているが、湖中央から腕が生え近江八幡辺りから脚が生えている。
着ぐるみ時のみ靴を履いており、色は黄色。
シチュエーションによりメガネをかけたり、帽子を被ったりする。

## プロフィール
- 名前 - びわこぐま
- 性別 - 湖
- 年齢 - 400万年前誕生
- 趣味 - 釣り
- 好きな食べ物 - 魚
- 性格 - ボーっとしている事が多いが、ここぞという時に活発に動く。無口な為、「何を考えているのかわからない」とよく言われるが、実際は本当に何も考えていなかったりする。自然が大好き。